# Claude Rolin
Claude Rolin (Charleroi, 26 mei 1957) is een Belgisch voormalig syndicalist en politicus voor het cdH.

## Levensloop
Claude Rolin groeide op in Bertrix. Hij was aanvankelijk werkzaam in de bosbouw en in de bouwindustrie en werd reeds op jonge leeftijd syndicaal actief.
Van 1982 tot 1984 studeerde hij sociale arbeidswetenschappen aan het Institut Supérieur de Culture Ouvrière. In 1986 kwam hij in loondienst van het CSC. Voor deze vakbond werd hij in 1996 secretaris van de Luxemburgse provinciale afdeling en in 1997 voorzitter van het Waals ACV in opvolging van Pino Carlino. In tussentijd behaalde hij in 1993 een licentiaatsdiploma politieke wetenschappen aan de Université catholique de Louvain.
Vanaf 2006 tot februari 2014 was hij algemeen secretaris van het ACV-CSC in opvolging van Josly Piette. Zelf volgde Marie-Hélène Ska hem in deze hoedanigheid in maart 2014 op. Rolin nam ontslag uit deze functie omdat hij lijsttrekker werd voor het cdH bij de Europese parlementsverkiezingen van 2014. Hij werd verkozen tot Europarlementslid met 75.521 voorkeurstemmen. Hij was er lid van de fractie van de Europese Volkspartij. In het Europees Parlement was hij ondervoorzitter van de commissie Werkgelegenheid en Sociale Zaken. In januari 2019 kondigde hij aan uit cdH te stappen, uit ontevredenheid met het beleid van de partij. Hij bleef Europees Parlementslid tot in mei 2019.
Verder is of was hij:
- vicevoorzitter van de Centrale Raad voor het Bedrijfsleven,
- bestuurder en lid van het directiecomité van het Europees Verbond van Vakverenigingen,
- lid van het Europees Economisch en Sociaal Comité (2009-2014, 2023-2025),
- voorzitter van de Christelijke Mutualiteit in de provincie Luxemburg (2016-2022),[10]
- voorzitter van de Waalse Mutualité chrétienne (sinds 2022).[11]